# Орликівський (гідрологічний заказник)
Орликі́вський  — гідрологічний заказник місцевого значення. Розташований поблизу села Орликівка Семенівського району Чернігівської області.

## Загальні відомості
Гідрологічний заказник місцевого значення «Орликівський» створений рішенням Чернігівського облвиконкому від 27 грудня 1984 року № 454.
Заказник загальною площею 6 га розташований поблизу села Орликівка Семенівського району Чернігівської області, Орликівське лісництво кв. 78 уч. 12.

## Завдання
Заказник створений з метою охорони та збереження в природному стані низинно-осокового болота в заплаві р. Ревна — регулятора водного режиму прилеглих територій.
- проведення наукових досліджень і спостережень;
- підтримання загального екологічного балансу в регіоні;
- поширення екологічних знань тощо.